# NGC 3122
NGC 3122 је спирална галаксија у сазвежђу Секстант која се налази на NGC листи објеката дубоког неба.
Деклинација објекта је - 6° 28' 29" а ректасцензија 10h 4m 1,9s. Привидна величина (магнитуда) објекта NGC 3122 износи 12,7 а фотографска магнитуда 13,5. NGC 3122 је још познат и под ознакама NGC 3110, NGC 3518, MCG -1-26-14, IRAS 10015-0614, PGC 29192.